# Fit/One
Fit/One (Eigenschreibweise FIT/ONE) ist ein deutscher Fitnessanbieter mit Hauptsitz in Waldbrunn bei Würzburg. Das Unternehmen betreibt zurzeit 37 Studios in Deutschland, der Schweiz und Österreich. Für das Unternehmen arbeiten standortübergreifend rund 300 Mitarbeiter.

## Geschichte
Fit/One wurde Ende 2014 von der Unternehmerfamilie Mühleck gegründet. Die Fit/One-Studios waren dabei seit Beginn eine Marke der Harlekin Spiel- und Unterhaltungsautomaten Betriebs GmbH, deren Gegenstand der Erwerb und Betrieb von Glücksspielautomaten aller Art  sowie der Kauf und Verkauf von Wertpapieren war. Zum 1. Januar 2021 wurde das Unternehmen in das Kerngeschäft, den Betrieb von bundesweit rund 100 Filialen der Marke "Magic Casinos", sowie in das Geschäft mit Fitnesscentern aufgespalten, aus der die Fit/One GmbH hervorging. Das erste Studio wurde in Stuttgart eröffnet. Drei Jahre später, im Jahr 2017, eröffnete das erste Studio außerhalb Deutschlands in Wien-Liesing. Im Februar 2021 ging die Gruppe eine Partnerschaft mit dem Wachstumsinvestor Waterland Private Equity ein.

## Kritik
Während der COVID-19-Pandemie wurde bundesweit in regionalen Medien darüber berichtet, dass von Fit/One einseitig Kundenverträge verlängert, fristgerechte Kündigungen nicht akzeptiert bzw. ignoriert und ungerechtfertigte Mahnungen versendet wurden. Die ebenso wie Fit/One von der Unternehmerfamilie Mühleck betriebene VK Bodyfit GmbH, ein Franchise-Nehmer von Clever Fit mit über 20 Filialen, verlor diesbezüglich vor dem Landgericht Würzburg einen Prozess gegen den Verbraucherzentrale Bundesverband wegen irreführender Kundeninformationen und unrechtmäßiger Vertragsverlängerungen. Im Juli 2022 beschloss das Landgericht Würzburg im Endurteil ein Ordnungsgeld bis zu 250.000 € oder Ordnungshaft bis zu 6 Monaten zu Vollstreckung bei den Geschäftsführern, im Fall der Zuwiderhandlung bezüglich irreführender Kundeninformationen zur Erstattung zu viel gezahlter Mitgliedsbeiträge. Demnach darf die VK Bodyfit GmbH nicht mehr schuldhaft verschweigen, dass Verbraucher sämtliche während der Schließzeit 2021 eingezogenen Beträge in vollem Umfang erstattet verlangen können.

## Galerie

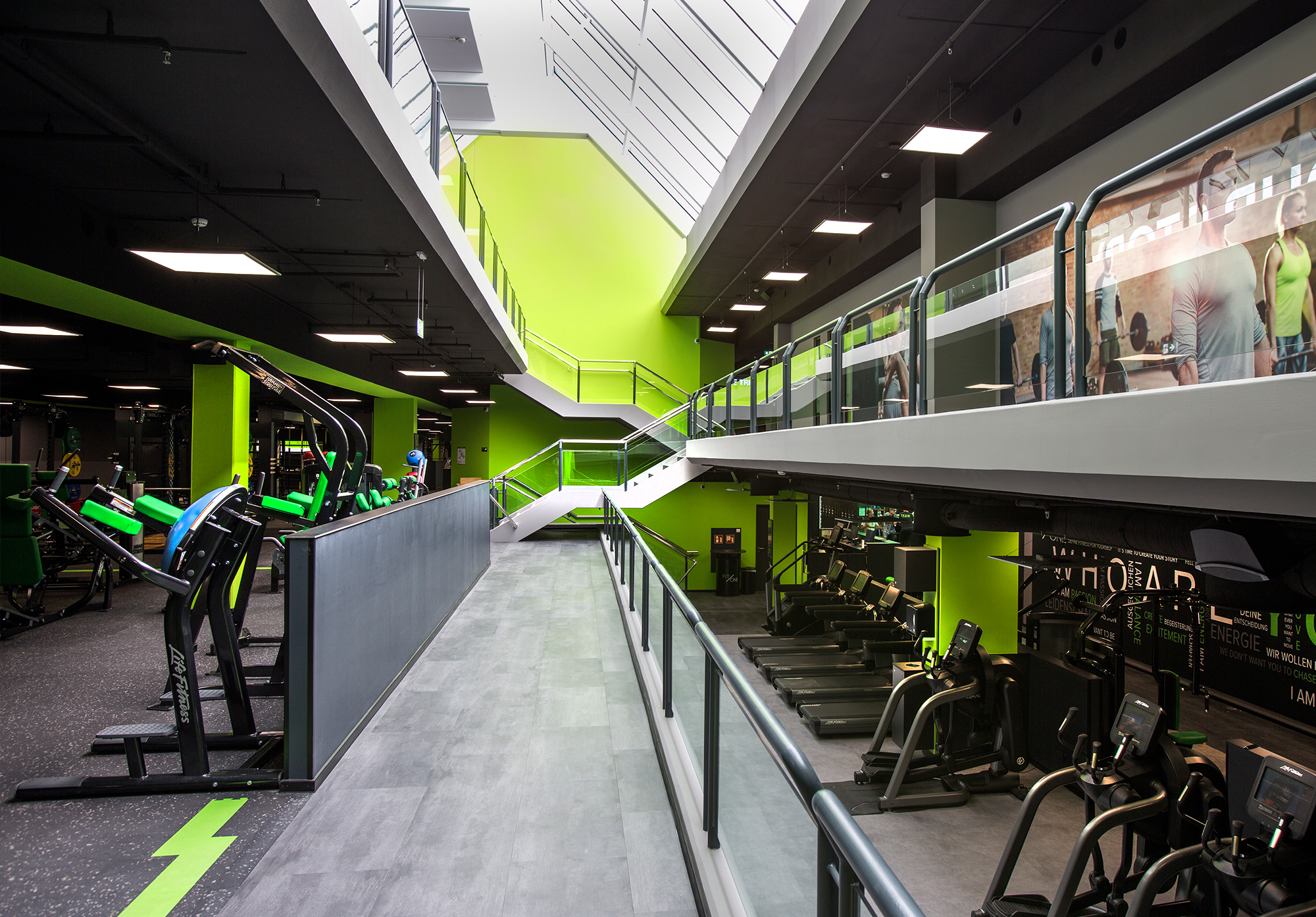
Studio in Würzburg
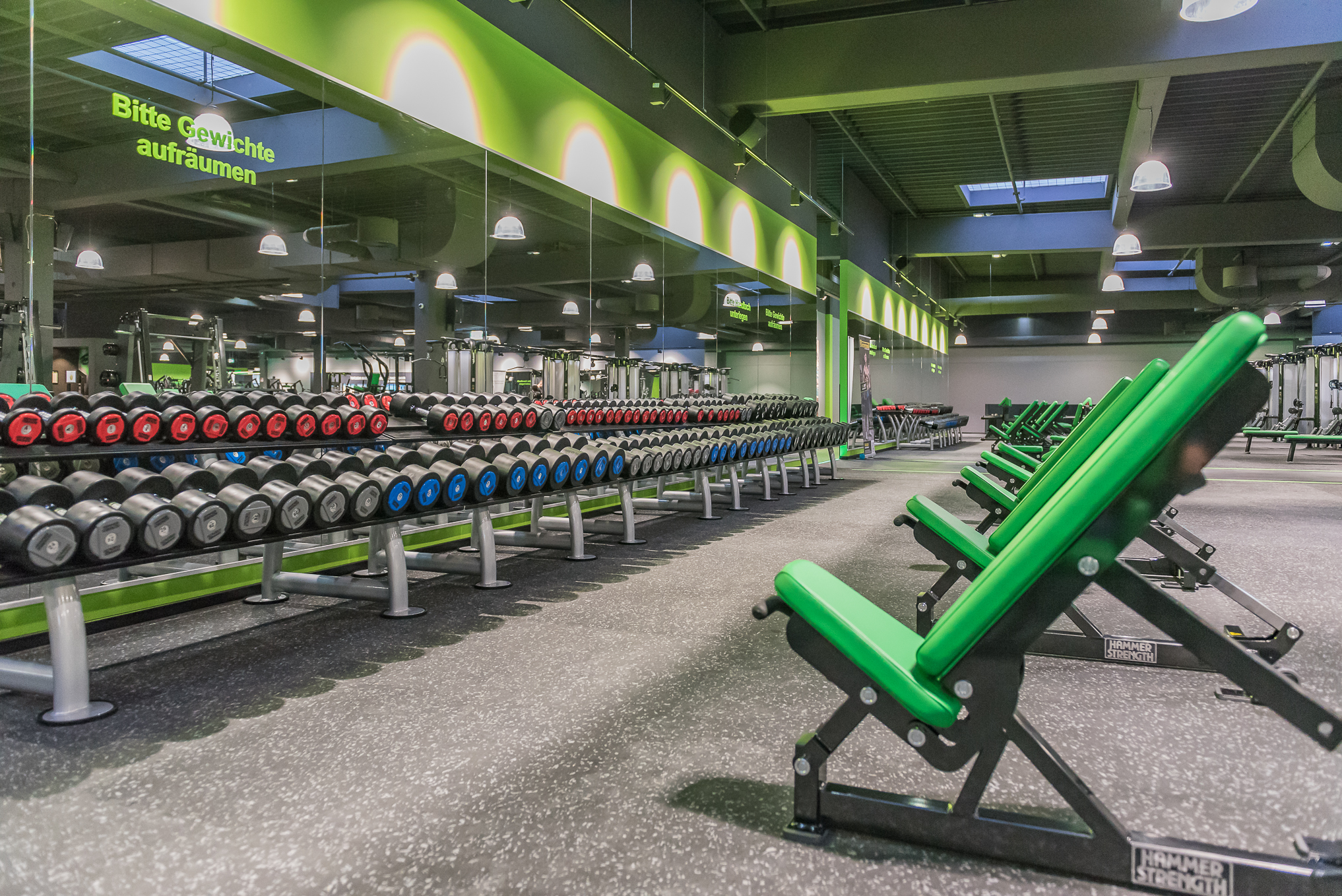
Studio in Ingolstadt
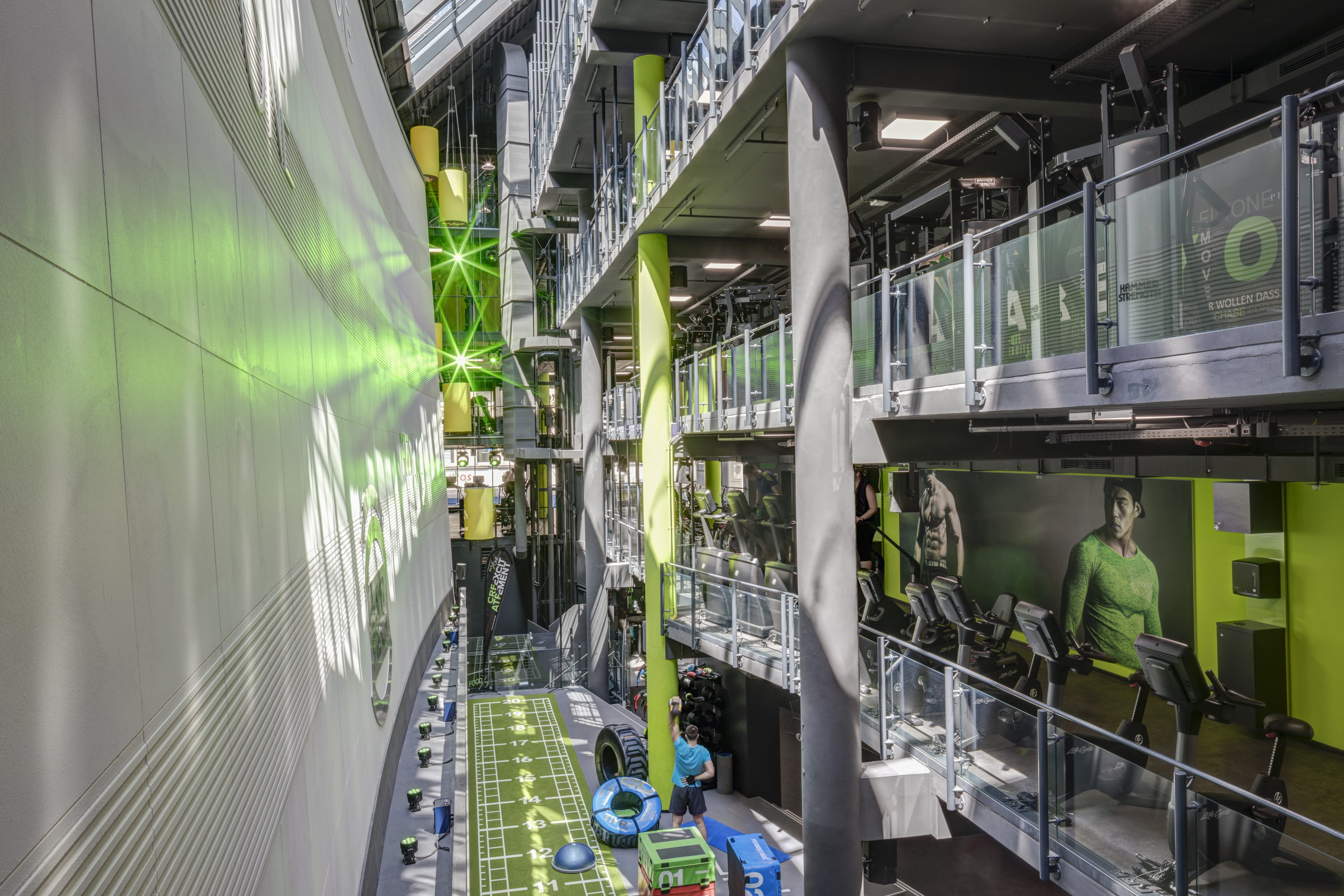
Studio in Nürnberg
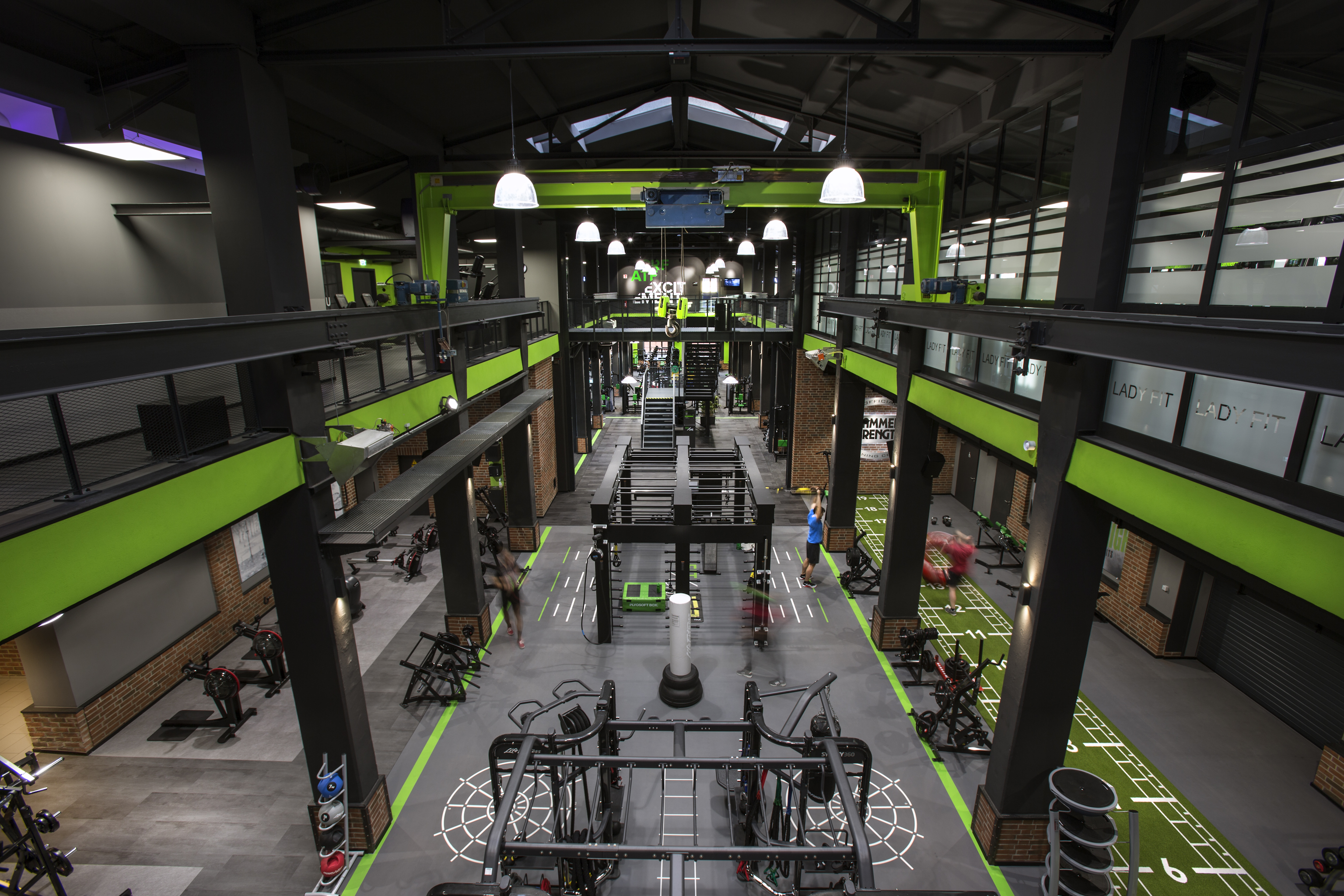
Studio in Magdeburg